# Conan le Cimmérien
Conan le Cimmérien (titre original : Conan of Cimmeria) est un recueil de nouvelles, signé par Robert E. Howard, narrant les aventures du personnage de Conan le Barbare. Il s'agit du deuxième tome de la vaste anthologie dirigée par Lyon Sprague de Camp et Lin Carter (également coauteurs de ce volume) au milieu des années 1960. Il fait directement suite au volume intitulé Conan, bien que les nouvelles n'aient que des liens très ténus entre elles.

## Éditions françaises
- Aux éditions J.-C. Lattès, en mars 1982[1].
- Aux éditions J'ai lu, en mai 1985  (ISBN 978-2277218258).
- Aux éditions Bragelonne, en octobre 2017  (ISBN 979-1028110970).

## Nouvelles
(Présentées dans l'ordre retenu dans l'édition originale)
1. La Malédiction du monolithe - de Camp & Carter (The Curse of the Monolith)
2. Le Dieu taché de sang - Howard & de Camp (The Bloodstained God)[2]
3. La Fille du géant du gel - Howard (The Frost Giant's Daughter)
4. Le Repaire du ver des glaces - de Camp & Carter (The Lair of the Ice Worm)
5. La Reine de la côte noire - Howard (Queen of the Black Coast)
6. La Vallée des femmes perdues - Howard (The Vale of Lost Women)
7. Le Château de la terreur - de Camp et Carter (The Castle of Terror)
8. Le Groin dans les ténèbres - Howard, de Camp & Carter (The Snout in the Dark)[3]